# شواك كاذب أسود
شواك كاذب أسود أو شواك أسود كاذب (بالإنجليزية: Pseudoacanthosis nigricans)‏ هي حالة جلدية قد ترتبط مع سوء استعمال الهيروين.